# De Valk (Montfoort)
De Valk is een achtkantige bovenkruier korenmolen op de oude stadsmuur van Montfoort die als rijksmonument is aangemerkt.

## Oorsprong
De molen is gebouwd in 1753 in opdracht van Hendrik Utenhove, burgemeester van Montfoort. Vermoedelijk in het begin van de 19e eeuw heeft de molen de naam 'De Valk' gekregen. Onbekend is wat de oorsprong van de naam is. De molen staat op de plek waar ook in de eeuwen daarvoor al een molen heeft gestaan. Ook dit was een walmolen.

## Verval
Vanaf de opening was De Valk een dwangmolen. Verschillende molenaars uit de buurt deden in de decennia erna verzoeken tot opheffing van het dwangrecht. In 1822 schafte Koning Willem I het dwangrecht af. Ook werd er steeds meer graan vermalen in fabrieken. Hierdoor verdiende de molen steeds minder geld. Een periode van verval brak aan.

## Herstel
André Versteegen, een plaatselijke projectontwikkelaar, besloot de molen te kopen en te herstellen. De buitenkant werd als molen gerestaureerd, maar het interieur werd voor bewoning geschikt gemaakt. De molen is in 1984 verkocht aan de huidige eigenaar, de Stichting De Utrechtse Molens.

## Heden
De Valk staat langs de Provinciale weg 228. De Valk heeft in 1953 en 1989 restauraties ondergaan. In 2008 is in opdracht van Het Utrechts Landschap (waar de eigenaar de Stichting De Utrechtse Molens deel van uitmaakt) begonnen met reconstructie en restauratie van het maalwerk van de molen. In 2009 is de restauratie afgerond en is de Valk weer in dienst als korenmolen.

## Afbeeldingen

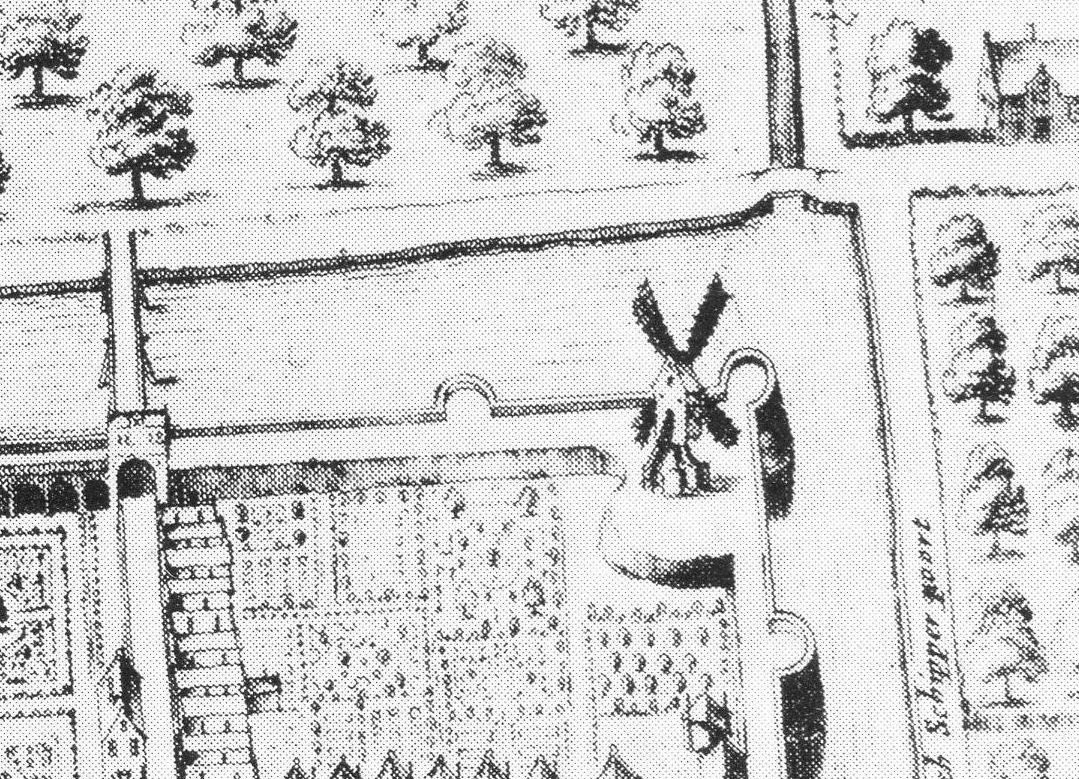
Een voorganger van De Valk op een stadsplattegrond van Joan Blaeu, circa 1649
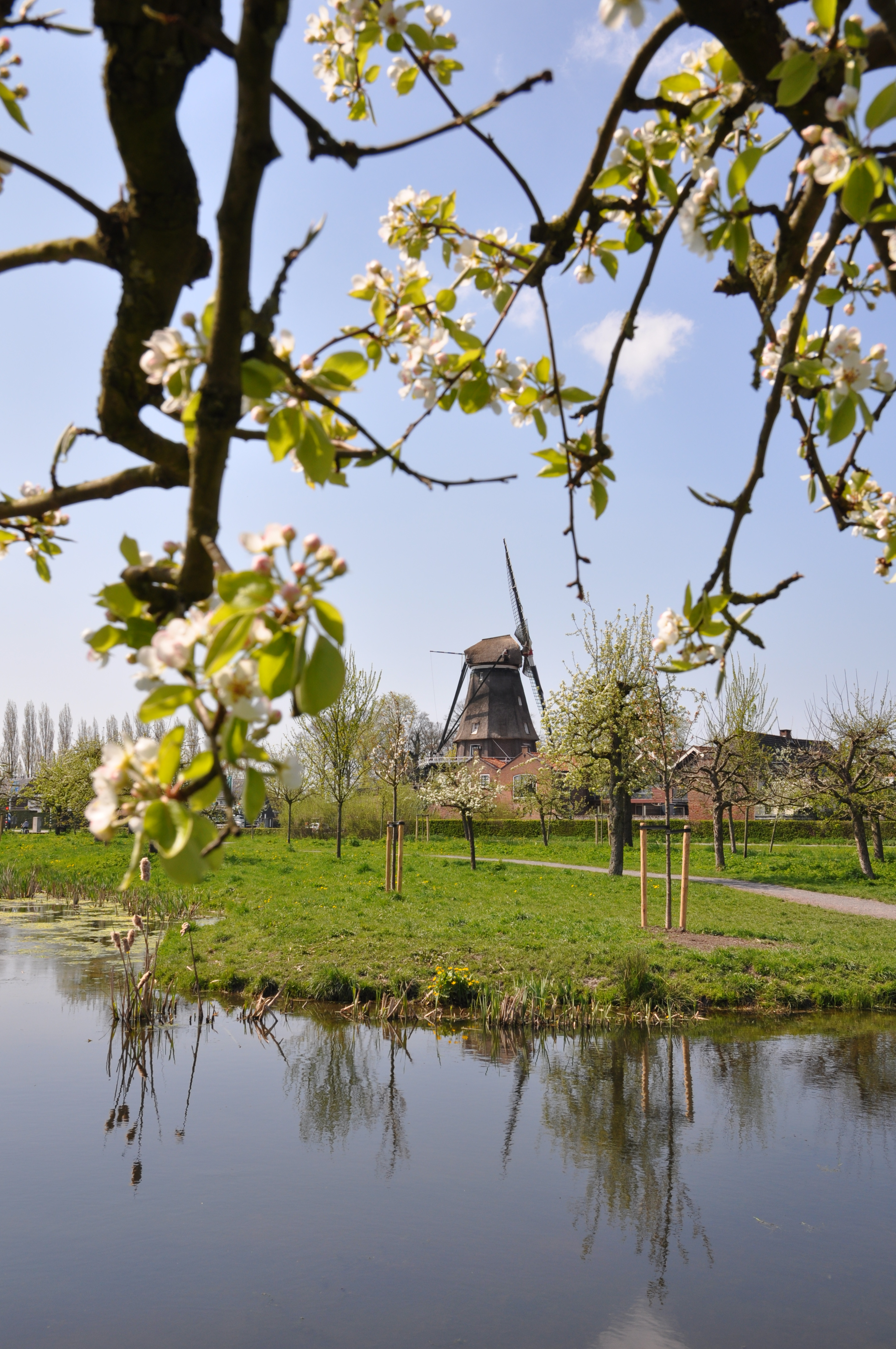
Gezien vanuit de boomgaard
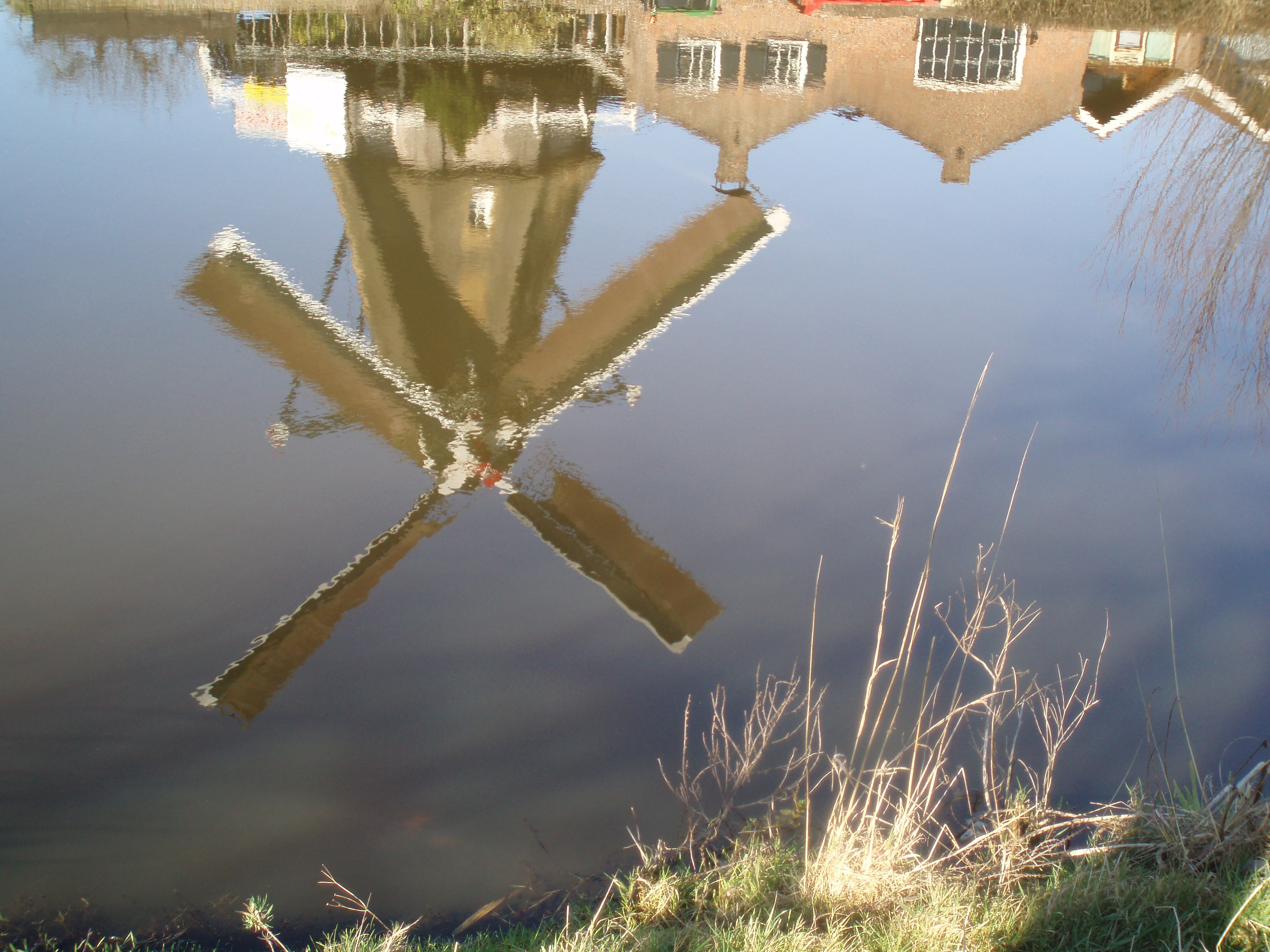
Weerspiegeling in de stadsgracht
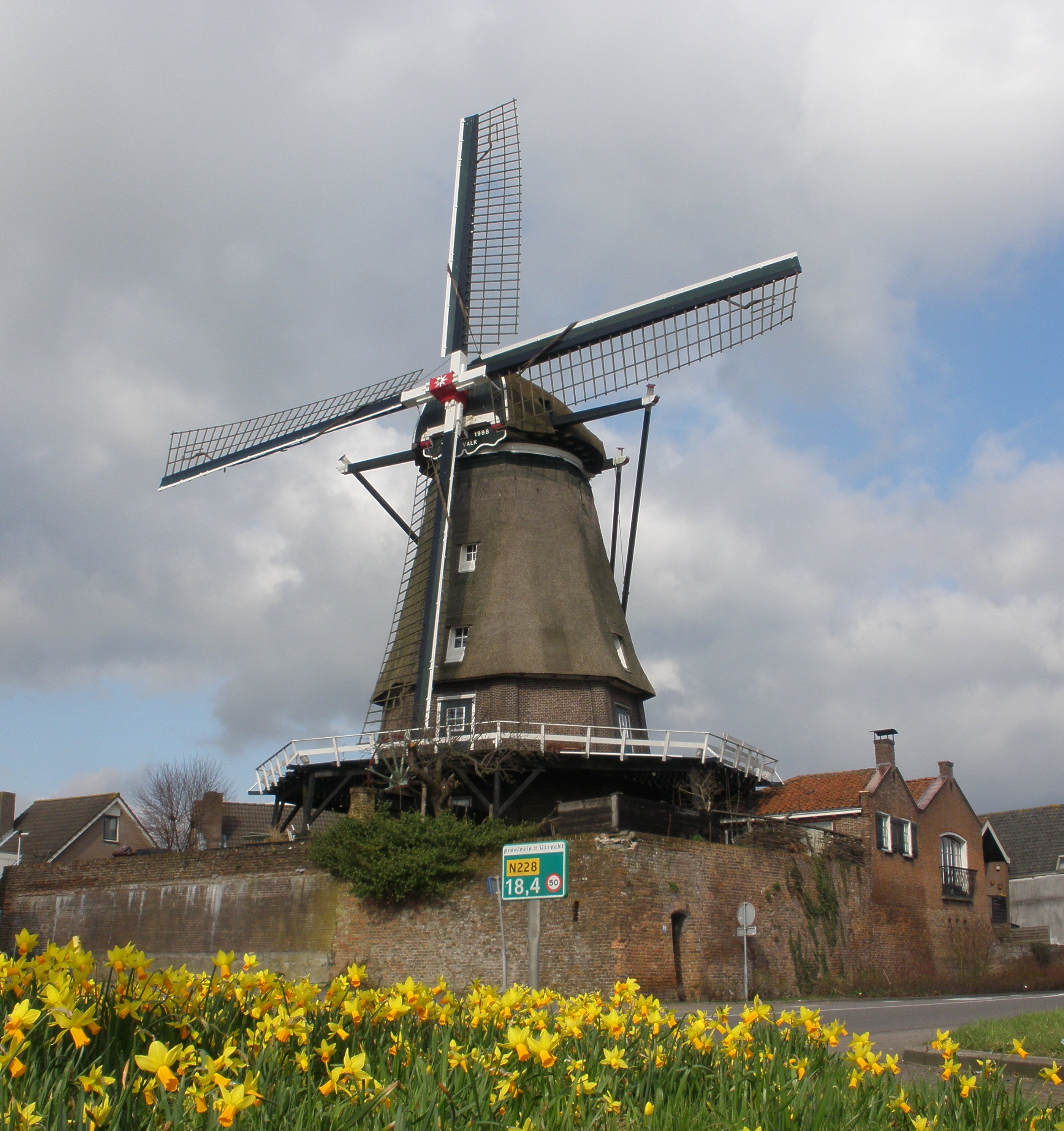
In de lente
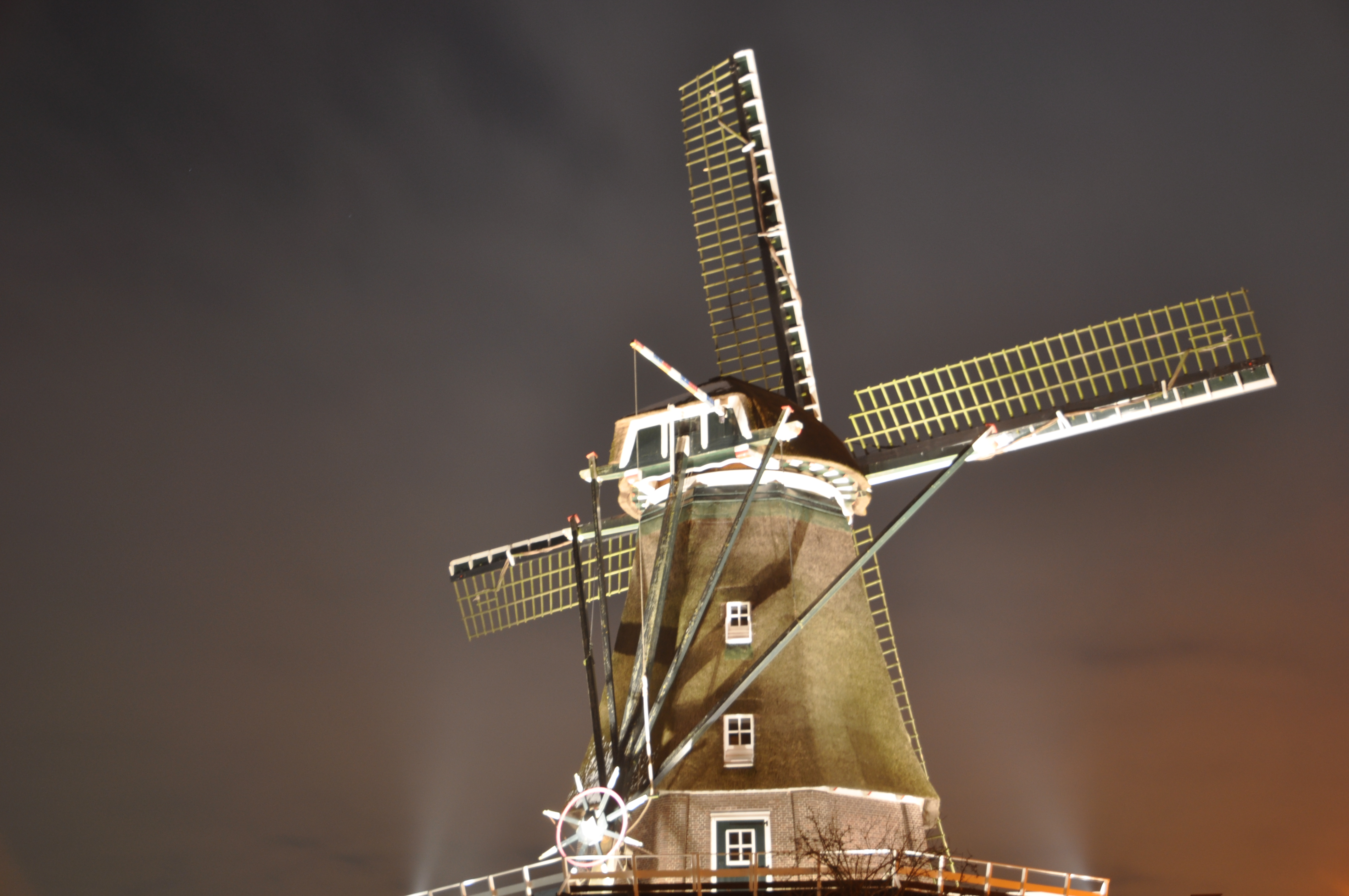
Bij nacht

## Extere link
- www.molendevalk.nl